# Хуліо Вільяльба
Хуліо Вільяльба (ісп. Julio Villalba; нар. 11 вересня 1998, Сьюдад-дель-Есте) — парагвайський футболіст, нападник клубу «Гуаякіль». Відомий за виступами в клубах «Серро Портеньйо», «Альтах» та «Боруссія» (Менхенгладбах), а також у складі молодіжної збірної Парагваю.

## Клубна кар'єра
Народився 11 вересня 1998 року в місті Сьюдад-дель-Есте. Вихованець футбольної школи клубу «Серро Портеньйо». Дорослу футбольну кар'єру розпочав 2016 року в основній команді того ж клубу. У січні 2017 року підписав контракт з німецьким клубом «Боруссія» з Менхенгладбаха, але практично відразу повернувся до «Серро Портеньйо» на правах оренди, де грав ще протягом півроку. У середині 2017 року повернувся до «Боруссії», і протягом сезону 2017—2018 року дебютував у складі команди, проте цей матч так і залишився єдиним в основі менгедладбаського клубу. У 2020 році на правах оренди Хуліо Вільяльба грав у складі клубу австрійської Бундесліги «Альтах», проте на початку сезону 2020—2021 повернувся до складу «Боруссії». З 2021 року Хуліо Вільяльба грає у складі еквадорського клубу «Гуаякіль».

## Виступи за збірні
2015 року дебютував у складі юнацької збірної Парагваю (U-17). У 2015 році брав участь в юнацькому чемпіонаті Південної Америки, на якому зіграв 8 матчів. У цьому ж році грав на юнацькому чемпіонаті світу, на якому зіграв 3 матчі, та забив 2 голи.
2016 року залучався до складу молодіжної збірної Парагваю. На молодіжному рівні зіграв у 3 офіційних матчах, забив 1 гол.